# Scotomanes ornatus
Scotomanes ornatus — вид рукокрилих, родини Лиликові.

## Поширення
Країни поширення: Бангладеш, Китай, Індія, Лаоська Народно-Демократична Республіка, М'янма, Непал, Таїланд, В'єтнам. Був записаний від рівня моря до висоти 2200 м над рівнем моря. У Південній Азії цей вид зустрічається в глибоких, вологих долинах і гірських лісах. 

## Морфологія
Морфометрія. Довжина голови й тіла: 72—78 мм, хвіст довжиною 50—62 мм, довжина передпліччя: 50—60 мм.
Опис. Scotomanes ornatus може бути ідентифікований за незвичним привабливим забарвленням. Верх червонувато-коричневий, низ темно-коричневий вздовж серединної лінії й білуватий з боків. Є клапті білого волосся на маківці й над крилами, позаду кожного з плечей. 

## Поведінка
Лаштує сідала серед дерев і бананового листя, часто від 2 до 4 метрів над ґрунтом. Виліта на полювання пізно, літа високо і швидко. 

## Загрози та охорона
У Південно-Східній Азії, не існує серйозних загроз для даного виду в цілому. У Південній Азії, йому локально загрожує вирубка лісів, як правило, в результаті лісозаготівель і перетворення земель для сільськогосподарських та інших цілей. У Південно-Східній Азії, був записаний на деяких охоронних територіях. У Південній Азії немає прямих заходів щодо збереження цього виду, і він не був записаний в охоронних територіях. 